# Тортугеро (национальный парк)
Тортуге́ро (исп. Parque Nacional Tortuguero) — национальный парк в Коста-Рике, расположенный в северо-восточной части страны, на побережье Карибского моря и в бассейне реки Тортугеро. Охватывает значительную территорию площадью 31200 га, покрытую дождевым лесом, практически не тронутую человеком. Включает огромное многообразие тропической флоры и фауны. Добраться до парка можно только на воздушном или речном транспорте через посёлок Тортугеро.

## История создания
На протяжении нескольких десятилетий XX века области Тортугеро грозила опасность — деревообрабатывающая промышленность уничтожала гектары леса и наносила вред реке используя её для сплава древесины. В 1975 году правительство Коста-Рики приняло решение создать на этой территории национальный парк.

## Климат
Климат тропический, влажный. Парк является самым дождливым регионом страны. В год выпадает до 6000 мм осадков.

## Флора и фауна
Парк расположен на Карибском побережье Коста-Рики, и его пляжи являются ключевыми местами гнездования находящихся под угрозой исчезновения морских черепах, таких как бисса, логгерхед, зелёная и кожистая черепахи. Само слово «тортугеро», давшее название местности, реке и парку, переводится как «ловец черепах».
В вечнозелёном тропическом лесу обитает множество видов растений и животных. Здесь живут ягуары, трёхпалые ленивцы, оцелоты, тапиры, три вида обезьян, в том числе паукообразные обезьяны ревуны и белолобый капуцин. Парк спасает их от вымирания, поскольку естественная среда их обитания сильно сократилась. В местных водах живут ламантины, кайманы, крокодилы, а у реки и в кронах деревьев множество птиц. В Тортугеро представлено 375 видов птиц, зимородки, туканы, урубу, цапли, попугаи — это половина пернатых, обитающих на территории Коста-Рики, более 100 видов земноводных и пресмыкающихся, из которых примечательны шлемоносный василиск и ядовитые лягушки. В парке насчитывается более 400 видов деревьев и около 2200 видов других растений.